# Hrihory Sanguszko
Hrihory Sanguszko (po 1530-1555) – syn Wasyla i Anny ze Skorutów, herbu Korczak (ur. około 1500). Ożenił się z Nastazją Hornostajówną (zm. przed 1563, secundo voto Kmiciną), z którą miał syna Andrzeja (1553-1591) i córkę Fiedorę (ur. po 1553).